# Karin Graf
Karin Graf (auch: Karin Graf-Sartorius, * 3. Dezember 1952 in Bergheim/Erft) ist eine deutsche Literaturagentin, Übersetzerin und Unternehmerin.

## Leben und Wirken
Karin Graf war nach dem Studium der Germanistik als Journalistin tätig, sie prüfte etwa für den WDR neu erschienene Romane auf Verfilmbarkeit. Später arbeitete sie im Bereich Öffentlichkeitsarbeit, unter anderem für den Rowohlt-Verlag und das Berliner Ensemble. Seit den Achtzigerjahren übersetzte sie zahlreiche erzählende Werke und Lyrik aus dem Englischen ins Deutsche.
1995 gründete sie in Berlin gemeinsam mit Heinke Hager die Literatur- und Medienagentur „Graf & Graf“, eine der ersten in Deutschland, die heute etwa 350 Autoren betreut und acht Mitarbeiter hat. Darunter finden sich zahlreiche Preisträger wie Robert Menasse, Katja Lange-Müller, Takis Würger, Péter Nádas, Maria Cecilia Barbetta, Terézia Mora, Karen Duve, Karl Schlögel, David Wagner und Kristof Magnusson. Die Sachliteratur hat neben der Belletristik einen ungefähr vierzigprozentigen Anteil am Agenturprogramm, die Filmrechte-Abteilung hat Renommee.
Karin Graf ist mit dem Schriftsteller Joachim Sartorius verheiratet; sie lebt in Berlin und Syrakus.

## Auszeichnungen
Neben Stipendien des Deutschen Literaturfonds und der Rockefeller-Stiftung erhielt sie 1990 den Helmut-M.-Braem-Übersetzerpreis sowie 1998 gemeinsam mit ihrem Ehemann den von der Heinrich Maria Ledig-Rowohlt-Stiftung verliehenen Paul Scheerbart-Preis für Lyrikübersetzungen. 2023 wurde ihr das Bundesverdienstkreuz am Bande für ihre Verdienste für den deutschsprachigen Literaturbetrieb verliehen.

## Herausgeberin folgender Werke
- Neue amerikanische Lyrik oder "Chemicals made from dirt". Rowohlt, Reinbek 1990.
- Ein Brevier und Materialien für Übersetzer. Übersetzerwerkstatt 1990 beim Literarischen Colloquium Berlin, Berlin 1991, ISBN 978-3-926178-19-0.
- Erste Europäische Übersetzerkonferenz, Ort Literarisches Colloquium Berlin. Reihe: Werkheft Literatur. Publikation des Goethe-Instituts, München, Referat Spracharbeit-Kulturinstitute. Hg. Pädagogische Verbindungsarbeit im Goethe-Institut, München 1992.
- Vom schwierigen Doppelleben des Übersetzers. Berlin 1994, ISBN 3-353-01012-2.

## Übersetzungen
- James Agee mit Walker Evans: Preisen will ich die großen Männer, München 1989 und 2013, Die Andere Bibliothek, Berlin, ISBN 978-3-8477-0344-0.
- Bruno Bettelheim: Freud und die Seele des Menschen, Düsseldorf 1984
- Edward Bond: Großer Frieden, Frankfurt (M.) 1987
- Edward Bond: Rot, schwarz und ignorant, Frankfurt am Main 1985 (übersetzt zusammen mit Clive Winter)
- Willa Cather: Meine Antonia, München 1990
- Robert Coover: Casablanca, Spätvorstellung, Reinbek bei Hamburg 1990
- Robert Coover: Geralds Party, Reinbek bei Hamburg 1987
- Robert Coover: Pinocchio in Venedig, Reinbek bei Hamburg 1994 (übersetzt zusammen mit Gerd Burger)
- Allen Curnow: Bäume, Bildnisse, bewegliche Gegenstände, Göttingen 1994 (übersetzt zusammen mit Joachim Sartorius)
- Joan Didion: Demokratie, Köln 1986
- Rita Dove: Die morgenländische Tänzerin, Reinbek bei Hamburg 1988
- Khalil Gibran: Der Prophet, Olten [u. a.] 1985
- Rudyard Kipling: Meine lieben Kinder, München 1986 (übersetzt zusammen mit Michael Walter)
- Malcolm Lowry: Unter dem Vulkan, Reinbek bei Hamburg 1984 (übersetzt zusammen mit Susanna Rademacher)
- Jim Morrison: Die verlorenen Schriften, Band 1: Wildnis. München 1989
- V. S. Naipaul: An der Biegung des großen Flusses, Köln 1980
- V. S. Naipaul: Dunkle Gegenden, Frankfurt am Main 1995
- V. S. Naipaul: Ein Haus für Mr. Biswas, Köln 1981
- V. S. Naipaul: In den alten Sklavenstaaten. Eine Reise, Köln 1990
- V. S. Naipaul: Indien. Ein Land in Aufruhr, Köln 1992
- V. S. Naipaul: Eine islamische Reise. Unter den Gläubigen, Köln 1982
- V. S. Naipaul: Meine Tante Goldzahn, Köln 1981
- V. S. Naipaul: Der mystische Masseur, Köln 1984
- V. S. Naipaul: Prolog zu einer Autobiographie, Köln 1984
- V. S. Naipaul: Das Rätsel der Ankunft, Köln 1993
- Jayne Anne Phillips: Maschinenträume, Frankfurt am Main 1985
- Jayne Anne Phillips: Überholspur, Frankfurt am Main 1987
- Salman Rushdie: Mitternachtskinder, München [u. a.] 1983
- Salman Rushdie: Scham und Schande, München [u. a.] 1985
- Willa Cather: Meine Antonia, Knaus, München 1990, ISBN 978-3-8135-8985-6.
- Susan Sontag: So leben wir jetzt, Zürich [u. a.] 1991
- Wallace Stevens: Adagia, Salzburg [u. a.] 1992 (übersetzt zusammen mit Joachim Sartorius)
- Wallace Stevens: Der Mann mit der blauen Gitarre, München [u. a.] 1995 (übersetzt zusammen mit Hans Magnus Enzensberger)
- Denton Welch: Ein Bild im Schnee und andere Erzählungen aus dem Nachlaß, Frankfurt am Main 1991
- William Carlos Williams: Gut im Rennen, München [u. a.] 1990
- William Carlos Williams: Paterson, München 1998 (übersetzt zusammen mit Joachim Sartorius)
- William Carlos Williams: White mule, München [u. a.] 1987
- Tobias Wolff: Wieder im Bilde, Reinbek bei Hamburg 1988 (übersetzt zusammen mit Helga Pfetsch)
- Virginia Woolf: Am Mittelmeer, Frankfurt am Main 1995